# Орлівка (Суджанський район)
Орлівка (рос. Орловка) — присілок в Суджанському районі Курської області Російської Федерації.
Населення становить 36 осіб. Входить до складу муніципального утворення Погрібська сільрада.

## Історія
Населений пункт розташований на території українського етнічного та культурного краю Східна Слобожанщина.
Від 2004 року входить до складу муніципального утворення Погрібська сільрада.

## Населення
| 2002 | 2010 |
| ---- | ---- |
| 32   | ↗36  |